# Parfondru
Parfondru är en kommun i departementet Aisne i regionen Hauts-de-France i norra Frankrike. Kommunen ligger  i kantonen Laon-Sud som ligger i arrondissementet Laon. År 2022 hade Parfondru 351 invånare.

## Befolkningsutveckling
Antalet invånare i kommunen Parfondru
Referens: INSEE